# 熊本市交通局0800形電車
熊本市交通局0800形電車（くまもとしこうつうきょく0800がたでんしゃ）は、熊本市交通局が市電（熊本市電）用に導入した路面電車車両である。2車体2台車方式・100%低床構造の超低床電車で、2009年（平成21年）4月に営業運転を開始した。
3編成在籍しており、そのうち2014年（平成26年）10月に運転を開始した第3編成 (0803AB) は熊本市電開業90周年記念の導入であり「COCORO」（こころ）の愛称を持つ。

## 1次車 (0801AB・0802AB)
以下、2009年に導入された1次車の2編成 (0801AB・0802AB) について記述する。

### 導入までの経緯
本形式が導入された熊本市交通局の路面電車線（熊本市電）は、熊本市内を走る2つの路線からなる、約12キロメートルの路線網を持つ。
1970年代末に全廃計画を撤回して以降市電へ積極投資を続けていた交通局では、1990年（平成2年）より当時ヨーロッパで開発されつつあった超低床電車の導入について検討を始め、1997年（平成9年）になって2車体式の超低床電車9700形導入という形でこれを実現させた。同形式はアドトランツ（ドイツ）が製造する「ブレーメン形」が元になっており、同社と業務提携した新潟鐵工所（現・新潟トランシス）によって設計・製作された日本仕様の車体と輸入品の台車・電機品と組み合わせることで製造された車両である。初め1編成が導入され、1999年（平成11年）に2次車2編成、2001年（平成13年）には3次車2編成がそれぞれ増備されて計5編成10両が在籍する。
2002年（平成14年）、メーカーの新潟鐵工所は熊本市交通局9700形3次車に続き岡山電気軌道9200形 (MOMO) を製造した。この車両も9700形と同様「ブレーメン形」を日本向けに設計変更したものであるが、車体のデザインは他都市と異なるものをとの意向から、当時フランスのナントに納入されていた「インチェントロ」と呼ばれる車両のデザインを、アドトランツを買収したボンバルディアの協力を得て利用している。以降日本では、新潟鐵工所の鉄道車両部門を引き継いだ新潟トランシスによって、「ブレーメン形」の足回りに「インチェントロ」の丸みを帯びた車体を組み合わせた超低床電車の製造が続いている。
| 熊本市交通局9700形 |  | 岡山電気軌道9200形 |
| 熊本市交通局9700形 |  | 岡山電気軌道9200形 |

9700形3次車以後超低床電車の導入が止まっていた熊本市交通局では、2006年（平成18年）に施行された高齢者、障害者等の移動等の円滑化の促進に関する法律（バリアフリー新法）において鉄道車両のバリアフリー化率目標が50パーセントとされたことを受けて超低床電車の増備に着手。九州新幹線全線開通（2011年）を見据えてJR熊本駅と都心部の輸送力増強を図る狙いもあり、「0800形」の導入となった。新潟トランシスにて製造が続く「インチェントロ」タイプのデザインの車両を導入するのが有利との判断から9700形ではなく新形式となっている。

### 車体・主要機器

#### 車体

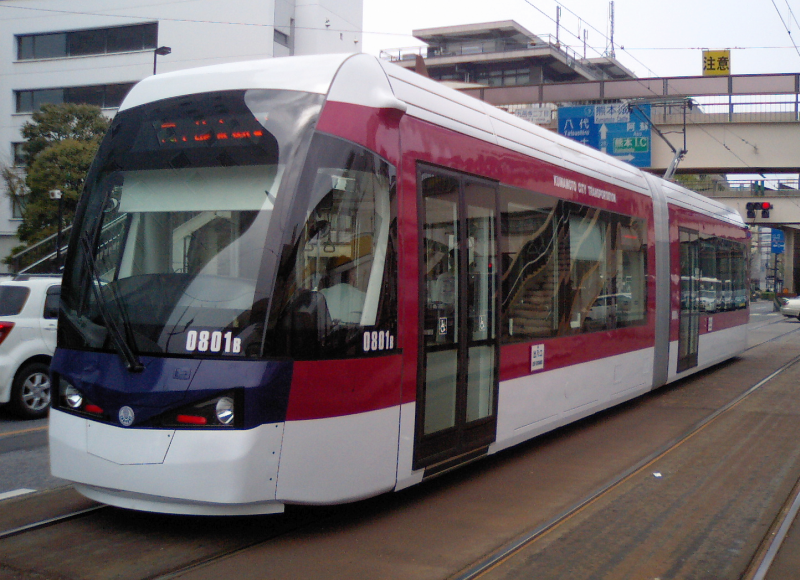
0801B
（九品寺交差点電停・2009年4月）

本形式は「インチェントロ」タイプの車体を持つ2車体2台車式の超低床電車で、パンタグラフのある車両を「A車」、反対側を「B車」と称する。1次車では連結部を除いた車体の長さは8.74メートルで、編成の全長は18.4メートル。車体幅は2.4メートルで、9700形よりもわずかに拡大した。車両の全高（パンタグラフ折りたたみ高さ）は3.745メートル。自重は25.0トンである。
車体の塗装は白を基調とする。車両先頭部は大型の曲面ガラスと鋼製の大型バンパーからなり、アクセントとなるよう紺色のラインを配する。車体側面は熊本の伝統園芸肥後六花の一つ「肥後椿」をイメージした赤紫色の塗装とされている。

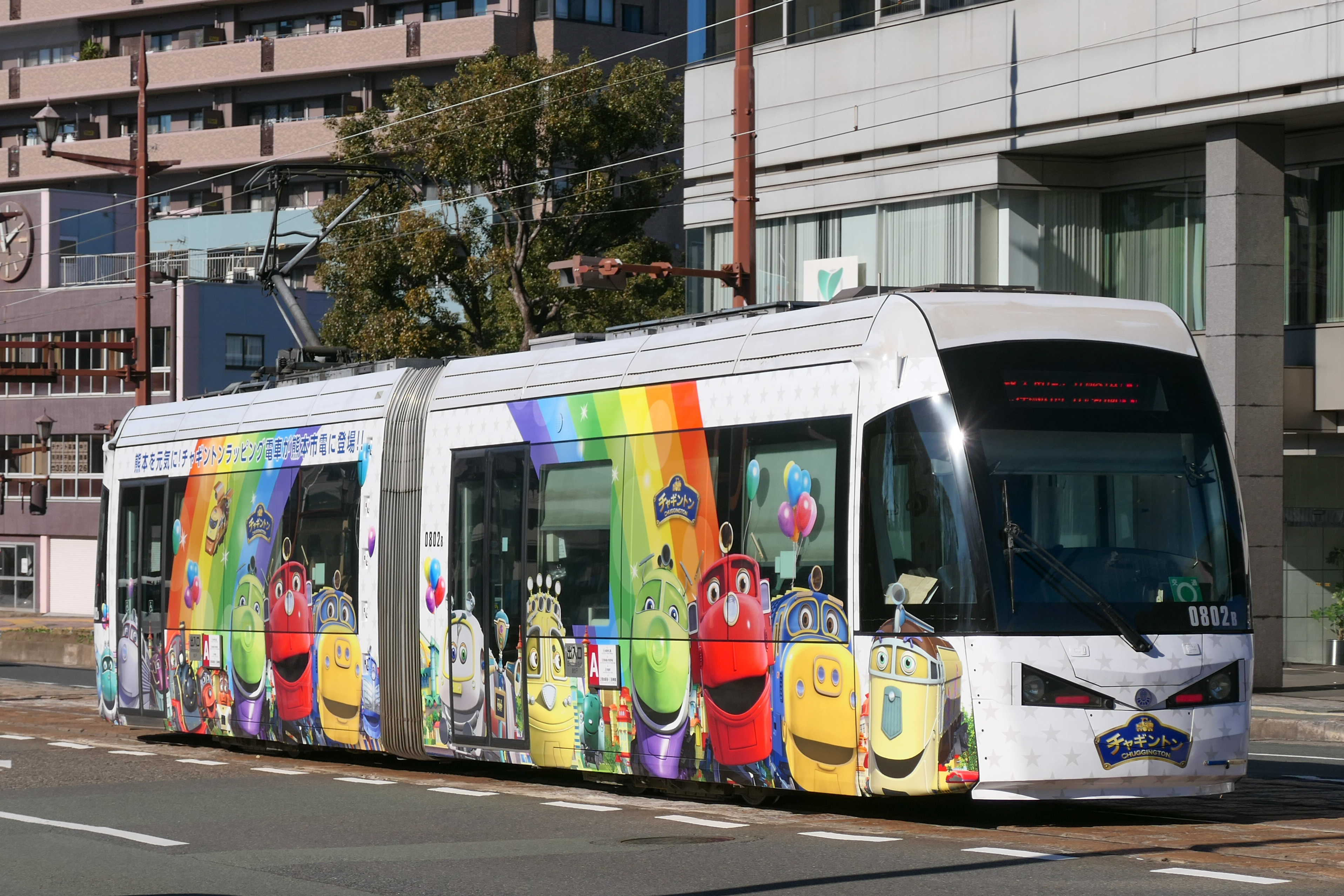
チャギントンラッピング車両

#### 車内
レール上面から車内の床面までの高さは通路部分で36センチメートルだが、ドア部分ではさらに下げて30センチメートルとし、電停ホームとの段差を極力小さくしている。客室内の座席配置は車輪を収めるタイヤハウスや主電動機配置の関係から車体中央部をクロスシート（3列）、車端部をロングシートとしている。ドア（有効幅1.25メートル）は片側2か所ずつ計4か所の設置で、位置は左右対称ではなく反対側にはロングシートが配置される。また運転席直後のロングシートは折りたたみ式となっており車椅子スペースも兼ねる。
先の9700形では座席数が少ないという乗客からの意見が多数あったことから、本形式ではクロスシートの一部を1人掛けから2人掛けに変更することで座席を全体で6席増やし、座席を24席から30席へ、定員を76人から82人へとそれぞれ増加させた。客室内の配色は、天井・側壁の化粧板が白、座席モケットと床がブラウン系。

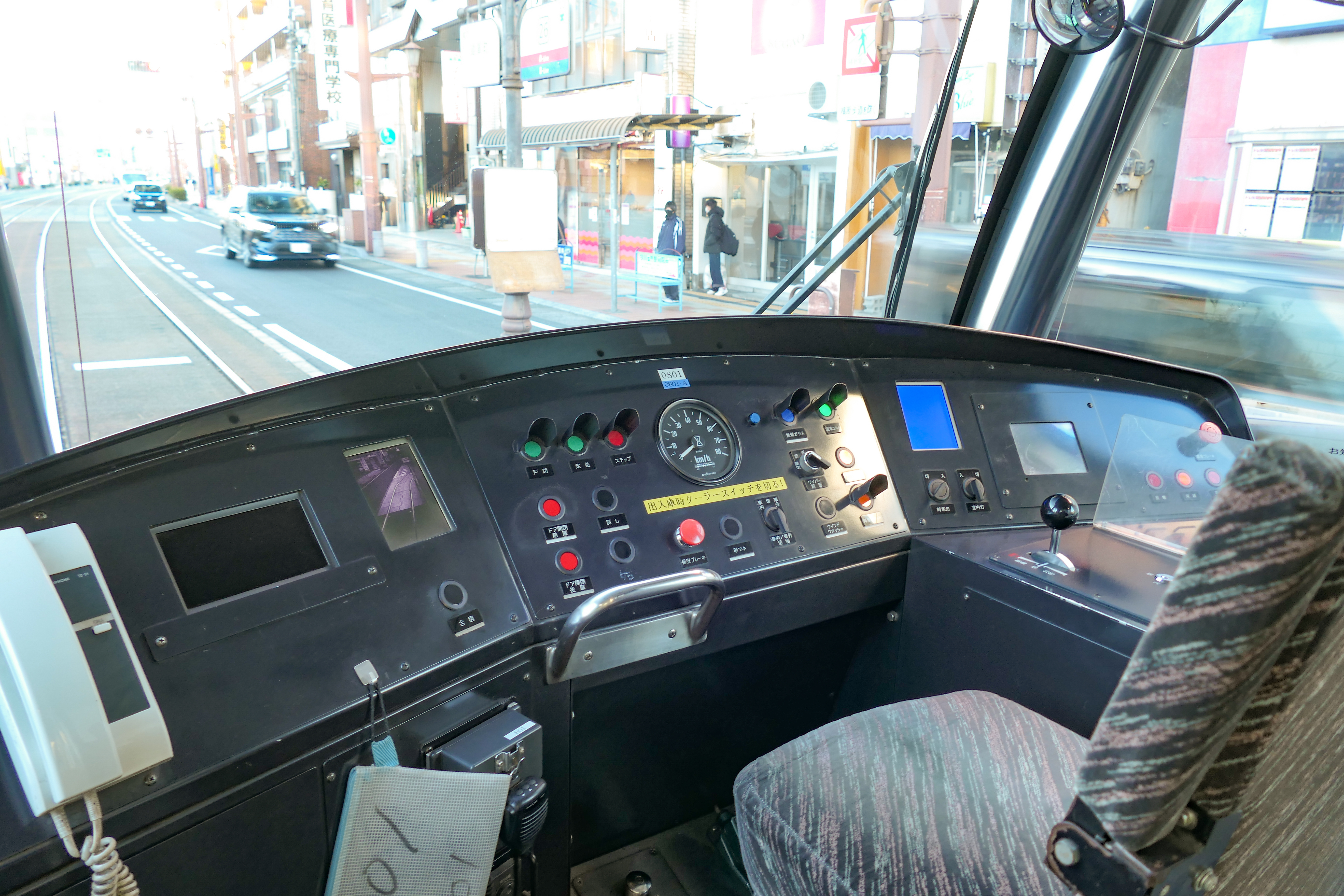
運転席
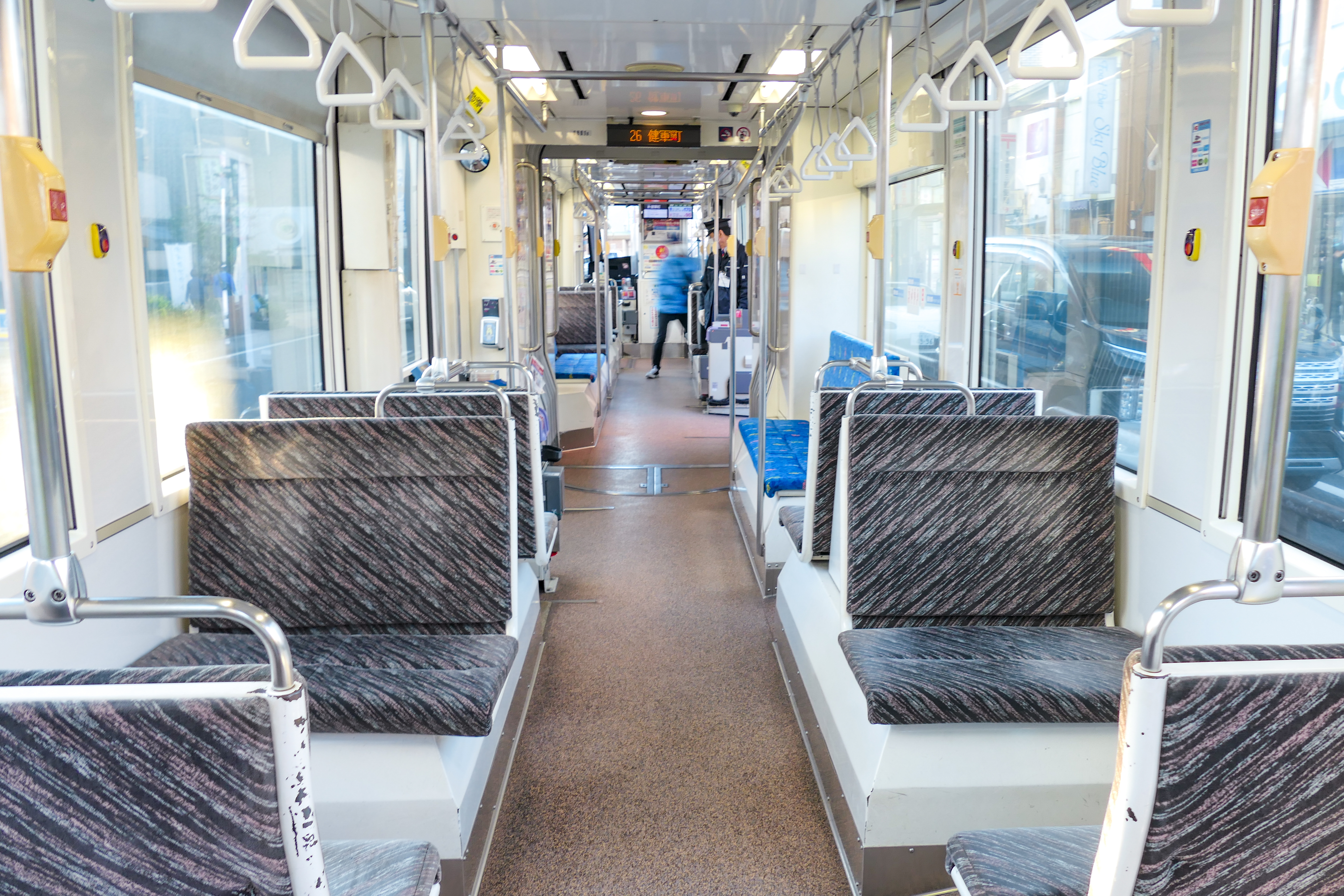
車内
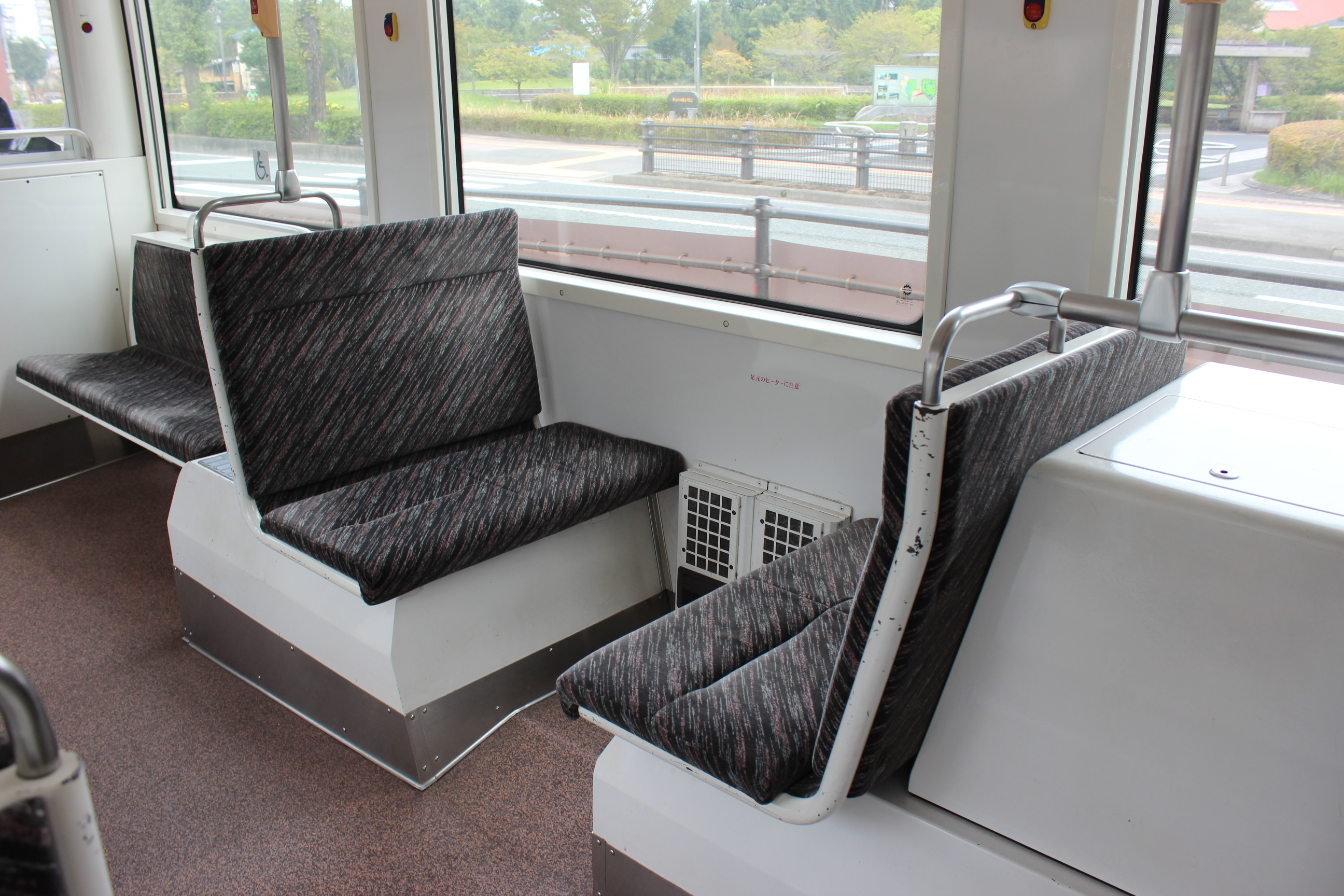
クロスシート
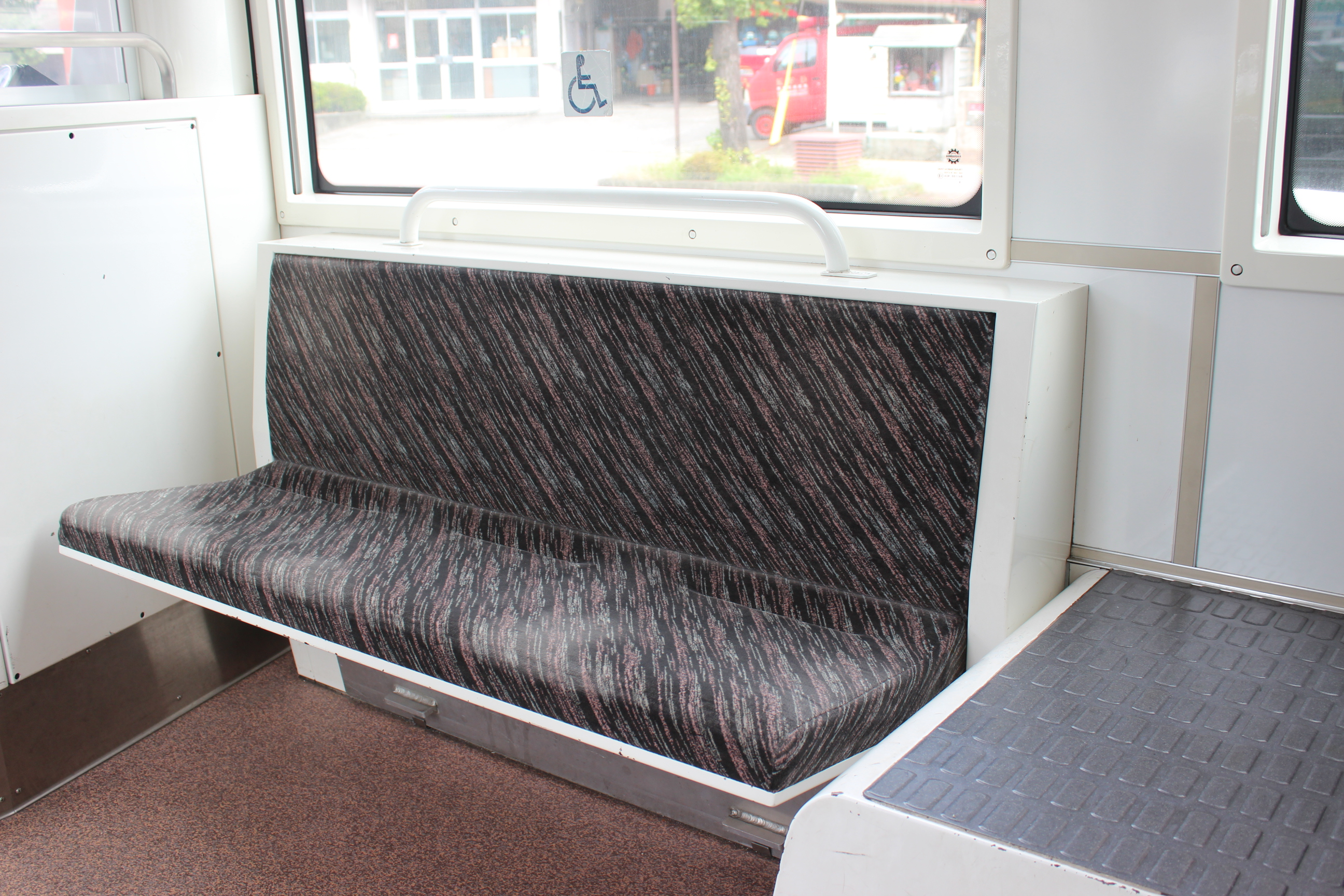
折りたたみ式シート(車椅子専用シート
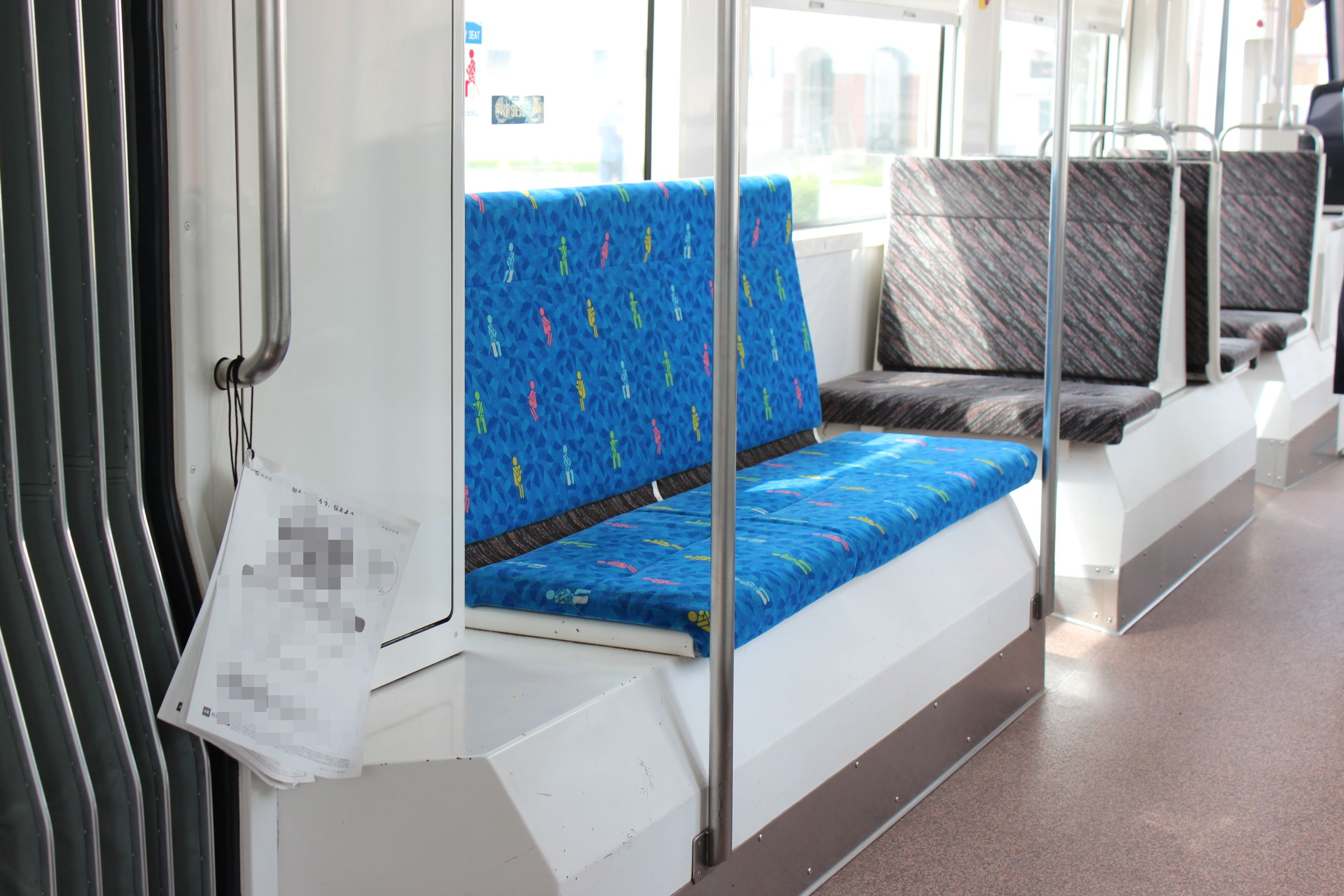
優先席

#### 台車・床下機器
台車は各車中央部に1台ずつ、車軸のない左右独立の車輪4輪からなるボルスタレス式ボギー台車を配する。台車・車体間の枕ばねおよび車輪・台車間の軸ばねはゴムばねを、車輪にはゴムを挟み込んだ弾性車輪をそれぞれ使用することで、振動や騒音の軽減を図っている。従来の新潟トランシス製超低床電車では台車はボンバルディアからの輸入品であったが、新潟トランシスは2007年（平成19年）にボンバルディアより技術供与を受けライセンス生産によって自社生産する体制を整えており、本形式では新潟トランシスが台車を自社製造する。こうして輸入品を主電動機など一部に限定することで製造費の削減を図っている。
主電動機は出力100キロワットのかご形三相誘導電動機（ボンバルディア製、形式名：BAZu3650/4.6）で、台車1台につき1台ずつ搭載。車体床下に装荷されており、駆動力は主電動機から自在継手（ユニバーサルジョイント）、推進軸（スプライン軸）、かさ歯車、2段減速平歯車装置を経て片側の動輪に伝わり、さらに駆動軸（ねじり軸）を介して反対側の動輪に伝達される（車体装荷式直角カルダン軸駆動方式）。
ブレーキは、主電動機を用いる電気ブレーキ（発電・回生併用）があり、これで低速域まで減速。それ以降は機械ブレーキであるばね作用・油圧緩め式のディスクブレーキ（主電動機出力軸に設置）を用いる。これらの常用ブレーキのほかにも蓄電池駆動の電磁吸着ブレーキ（トラックブレーキ）を保安ブレーキとして備える。

#### 屋根上機器

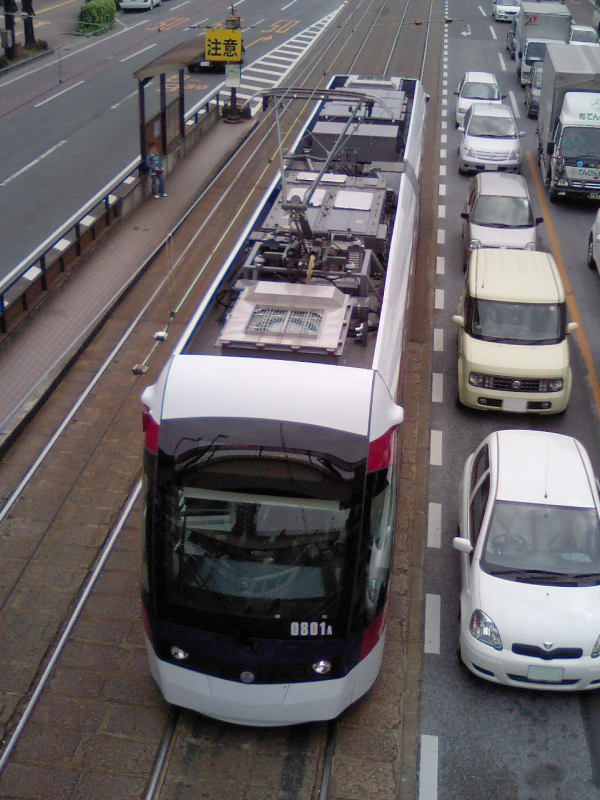
屋根上機器の配置。手前から冷房装置、パンタグラフ、主制御装置（VVVFインバータ）、蓄電池箱、SIV装置、冷房装置の順。

床下機器は主電動機や駆動関連機器のみと最小限に留められており、主要な機器は屋根上に配置されている。
集電装置はシングルアーム式パンタグラフ（形式名：FB500.80）で、A車先頭部寄りに設置。主電動機への供給電力を制御する主制御装置はIGBTによるVVVFインバータ制御方式であり（三菱電機製、形式名：MAP-102-60VD140）、1群のインバータにつき1台の主電動機を制御する（1C1M方式）。設置場所はA車屋根上の連結部寄り。
そのほか屋上に配置された機器としては、冷房装置の室外機（各車、冷房装置の形式名はCU206SA）、蓄電池（B車）、補助電源用SIV装置（B車）がある。

#### その他機器
運転席は中央部にあり、9700形と共通化された右手扱いのワンハンドル式マスター・コントローラーを備える。車体形状の都合で9700形にあったような後方監視用のバックミラーが設置できなくなったため、代用として車外確認用のカメラを設置しており、運転台左右にモニターがある。2010年度（平成22年度）になって、他車と同じく常時記録型ドライブレコーダーが新設された。
車体前面と側面の行先表示器はLED式を用いる。

### 竣工と運行開始
0801AB・0802ABともに、2009年（平成21年）3月19日付で竣工した。導入事業費は合計5億円。同年4月1日のダイヤ改正より営業運転に投入され、改正当日は0801ABが運用に入った。
この本形式2編成導入により熊本市電の超低床電車は9700形とあわせて7編成に増加し、予備を除いて6編成が毎日運用に就く体制が可能となった。1時間あたりでは1往復ずつの増便になる計算で、運行本数は2系統（現A系統）では毎時2 - 3本、3系統（現B系統）では毎時1本（朝夕ラッシュ時毎時2本）へと増加した。また本形式導入の代替で、連接車5000形が2編成廃車された。

## COCORO (0803AB)
以下、2014年に導入された2次車（0803AB、愛称「COCORO」）について記述する。

### 運行開始までの経緯
1次車導入後、熊本市交通局は経営の悪化により2008年度末には資金不足額が55億円に達して資金不足比率が198%を超えるにいたり、地方公共団体の財政の健全化に関する法律に基づいて2009年度から2015年度まで7年間にわたる「経営健全化計画」を策定し、経営の健全化に取り組むこととなった。同計画では、軌道事業（市電）については厳しい経営の中でも魅力を高めるためとして新型超低床車両の導入が盛り込まれた。
新型車両のデザインは、熊本市観光文化交流局シティプロモーション課の発案で九州新幹線800系などJR九州の列車デザインで実績がある工業デザイナー水戸岡鋭治に依頼することとなり、同課がデザイン作成費用を、交通局が車体制作費をそれぞれ予算化。さらに車両の導入は当初予定の2013年度（平成25年度）からデザイン作成期間を考慮して2014年度（平成26年度）となり、熊本市電開業90周年の記念事業との位置づけになった。2013年（平成25年）4月、熊本市の会合で新型車両は現在運行中の新潟トランシス製車両（0800形の増備）によると決定。同年8月、デザイン作成に関し市シティプロモーション課と水戸岡が代表を務めるドーンデザイン研究所との間に契約が締結された。水戸岡が熊本市交通局の車両デザインに携わったのは先に9700形2・3次車の例がある。また新潟トランシス製超低床車では岡山電気軌道9200形「MOMO」の例がある。
翌2014年（平成26年）3月30日、熊本市現代美術館において、水戸岡や熊本市長の幸山政史らにより水戸岡のデザイン展（6月より9月まで）の告知とともに新型車両のデザインと愛称が発表された。愛称の「COCORO」（こころ）は、子供から高齢者までさまざまな乗客を迎える「思いやり」や、熊本市を訪れる観光客への「おもてなしの心」を表すという。導入費は約3億1900万円で、通常の車両より3000万円ほど高くなった。
車体の製作は同年1月より新潟県にある新潟トランシスの工場で進められ、8月末に完成、9月1日トレーラーに載せられて熊本へと出発した。熊本への到着は9月4日で、大江車庫で線路上に降ろされた後、ほかの車両に牽引されて上熊本の車両工場へ移送された。同工場ではエンブレムの取り付けなど最終調整が実施されている。12日には報道関係者向けの内覧会を開催。熊本市現代美術館（市電沿線、通町筋停留場近くにある）で開催中の水戸岡のデザイン展最終日にあたる15日には試運転を兼ねたサプライズ運行があった。竣工は30日付。
2014年10月3日午前10時より、大江車庫において「COCORO」の出発式が開催された。テープカットに続く市長や水戸岡ら来賓を乗せた記念列車運転の後、同日午後より営業運転が始まった。

### 車体デザイン
車体の塗装は黒に近いメタリックの濃茶色一色で、熊本城の城壁をイメージしたもの。さらに金色のロゴとシンボルマークを車体各所に配することで、在来車両との差異化を図っている。シンボルは3つのハートマークからなり、それぞれ熊本市の都市ブランドコンセプトである「水・緑・情熱」を表すという。またロゴはやさしさを感じられるようにとの狙いで丸みを帯びた形となった。
車体前面には、愛嬌のある「どんぐり目玉」をイメージした、少し飛び出した丸いヘッドライトが並ぶ。車体側面には夜間走行時に周囲を走る車両などへ存在を示すためオレンジ色に発光するLEDの表示灯を片側10個ずつ、計20個設置している。表示灯のメーカーはスイスのEAO。
車両の寸法については、連結部を除いた各車の全長が8.77メートル（編成全長は18.46メートル）となり、1次車よりわずかに長くなった。車体幅は2.4メートル、パンタグラフ折りたたみ高さは3.745メートルで、1次車と同一である。

### 客室デザイン
内装は「森と水の都くまもと」を表現する狙いで可能な限り木材を使用する。その上、2両編成であることからそれぞれの車両で異なった車内空間とするために、明るい車内空間を形成する「メープル材」（B車）と、落ち着いた雰囲気を形成する「ウォールナット材」（A車）を車両によって使い分けている。木材の使用箇所は床板、座席、吊り輪など。座席にはウレタンを入れた皮製の座布団が取り付けられている。
各車中央部のクロスシート部分には、「短い乗車時間でもちょっとした旅行気分を味わえるように」との理由で着脱可能なテーブルが備わる。このテーブルの上にはステンレス板を支えとしてキャンディトレイが載っている。座席配置の見直しにより座席定員は38人となり、全体の定員は1次車の82人から86人に増加した。
天井はアルミニウム合金板にメラミン樹脂のエナメル塗装を施したもの。各車両に14個ずつ、合計28個のダウンライトを設置し、側壁にも6個ずつ計12個のLED灯を備えていることから、夜間は車内があかるく、外からは車内の様子が明るく浮かびあがって見えるようになっている。
各車車内の前後には停留場や運賃を案内する液晶ディスプレイが設置されている。レシップ製で、外国人観光客に対応するため日本語のほか英語・韓国語・中国語の4か国語に対応する。

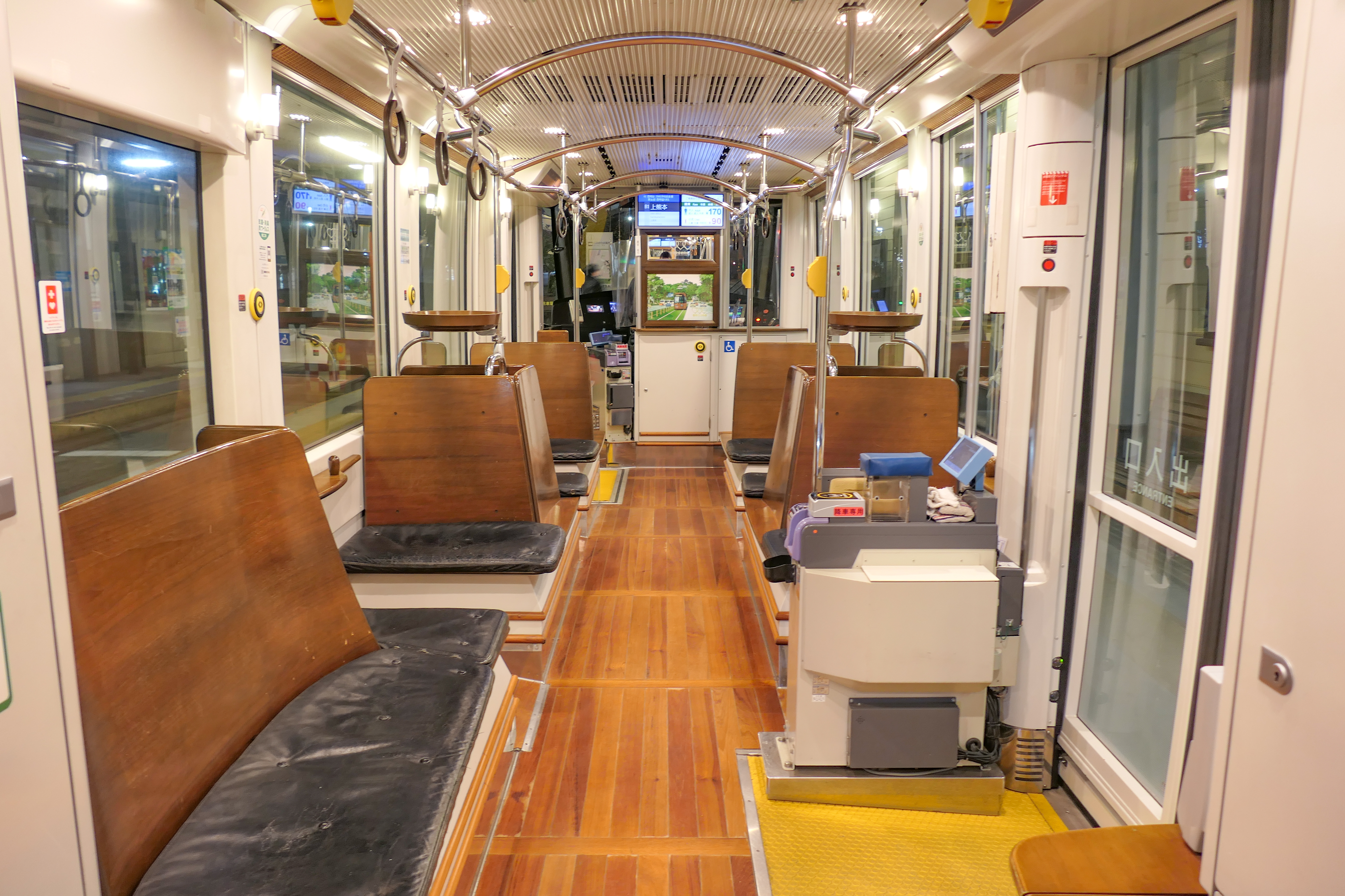
車内
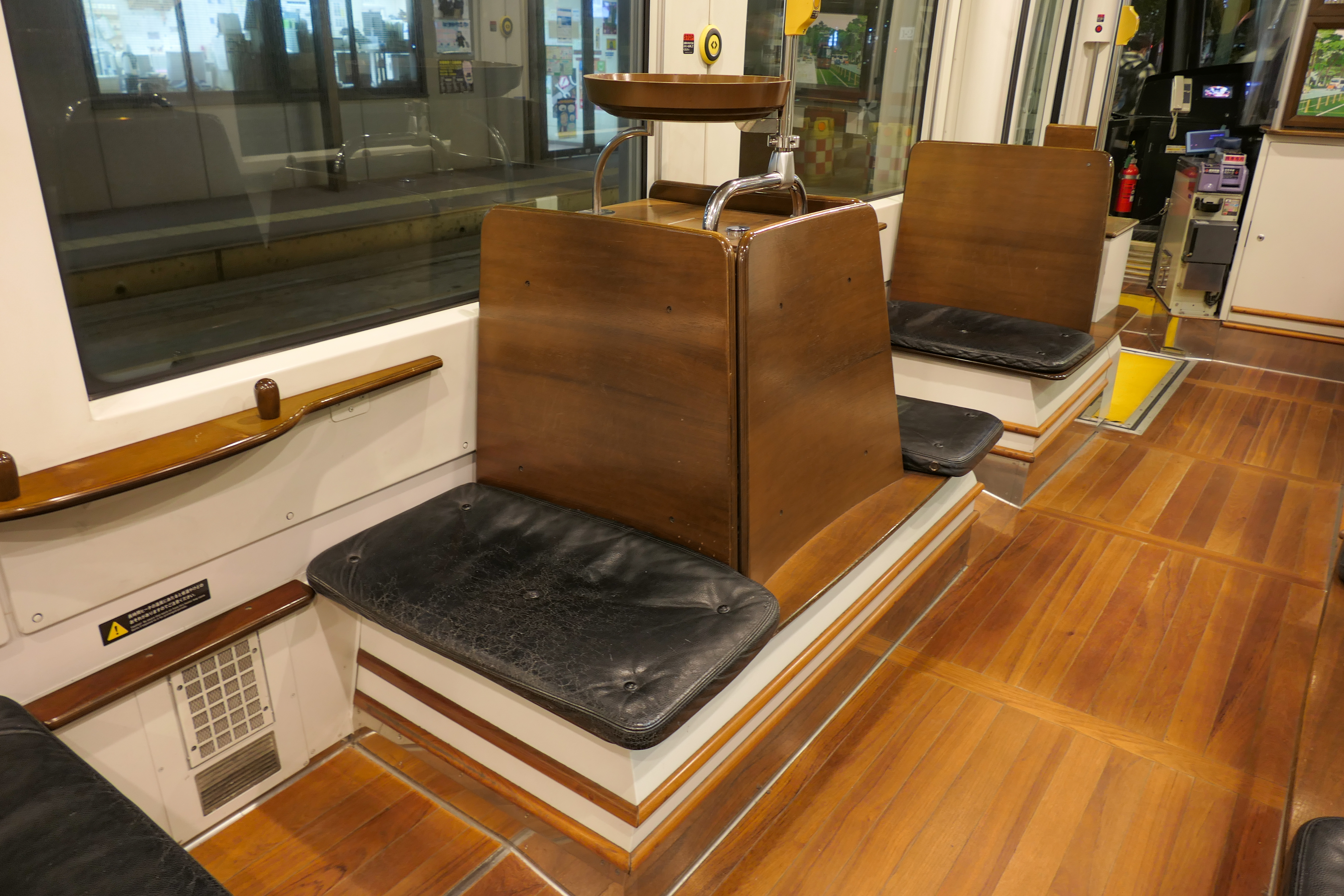
クロスシート
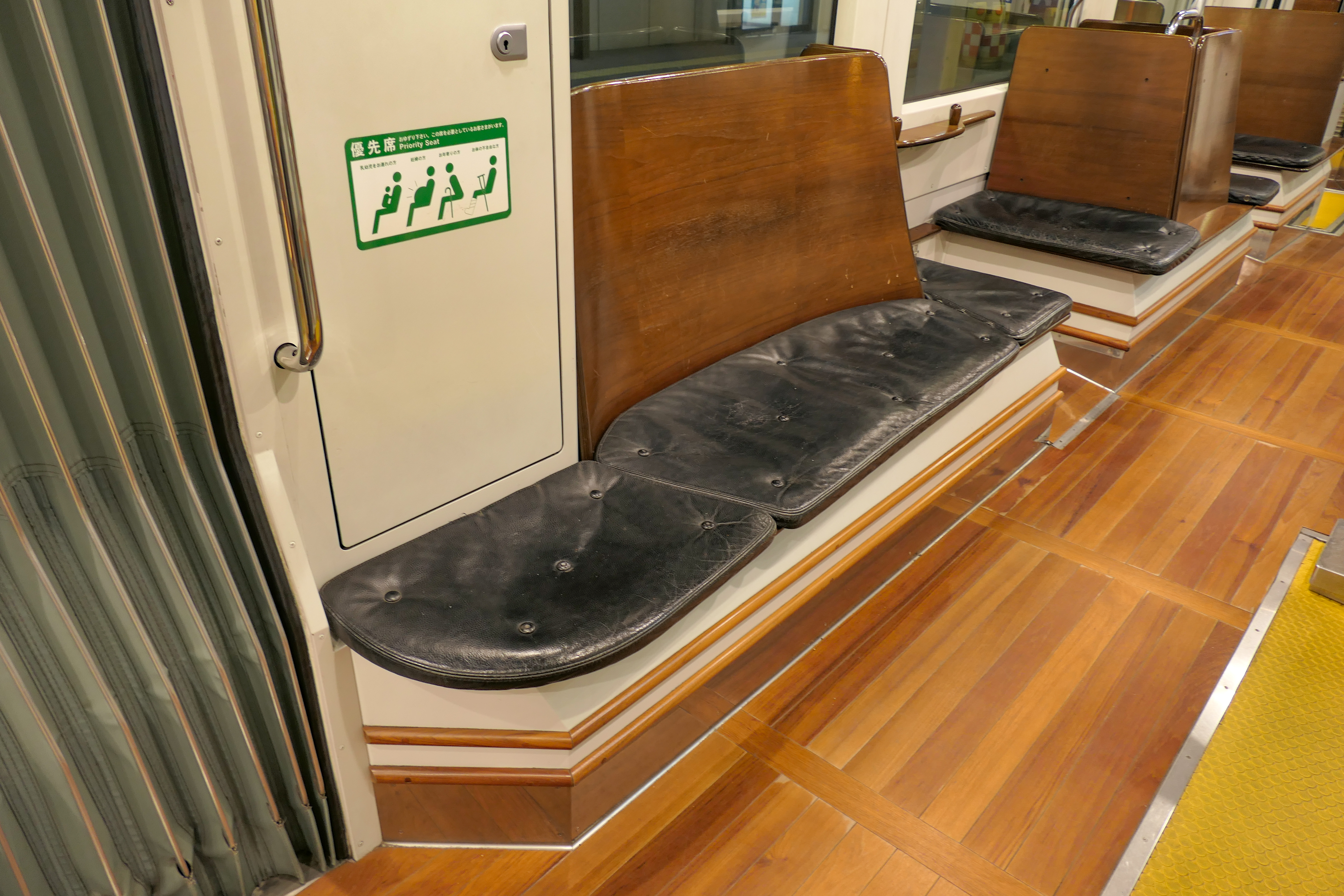
優先席
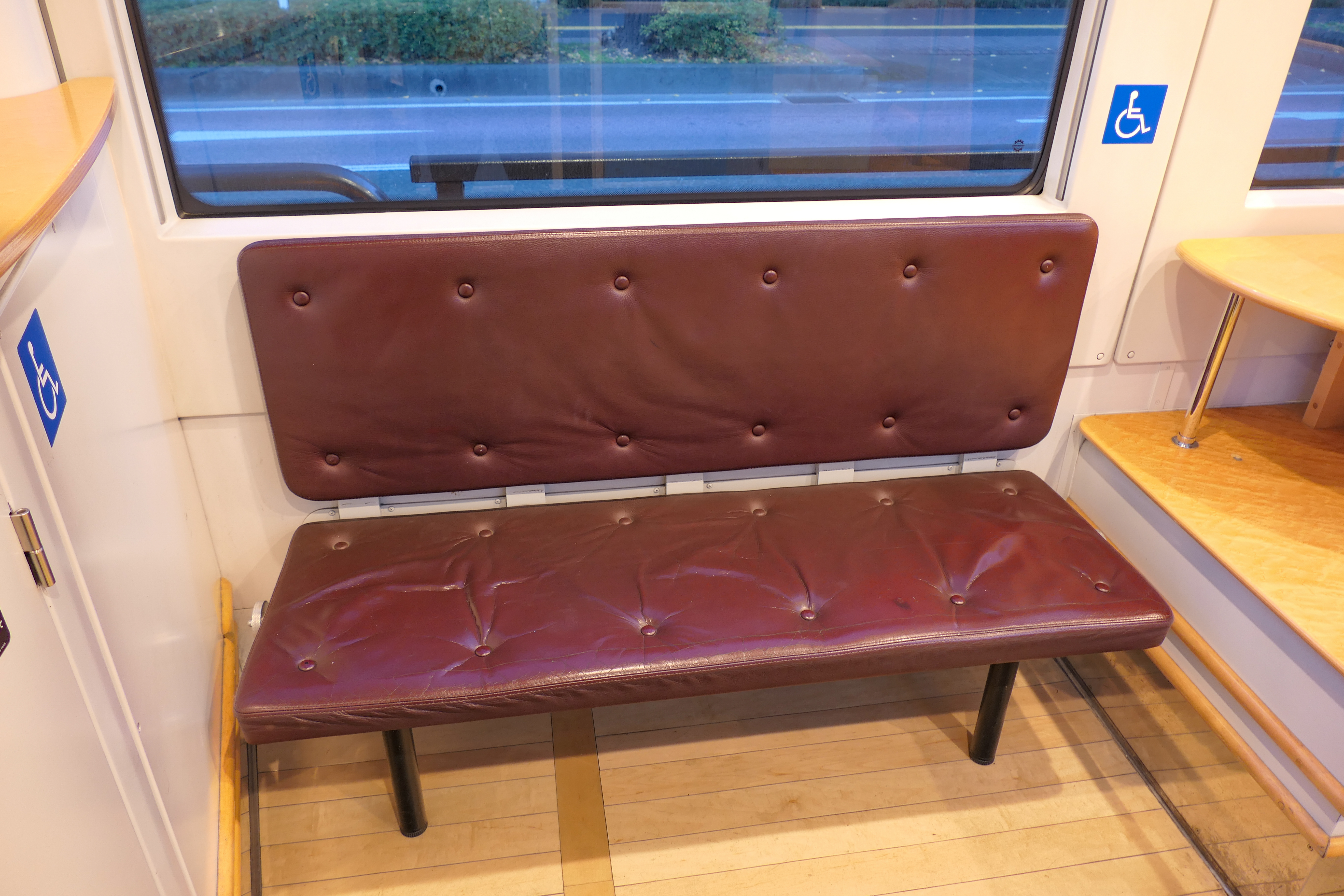
跳ね上げ式シート
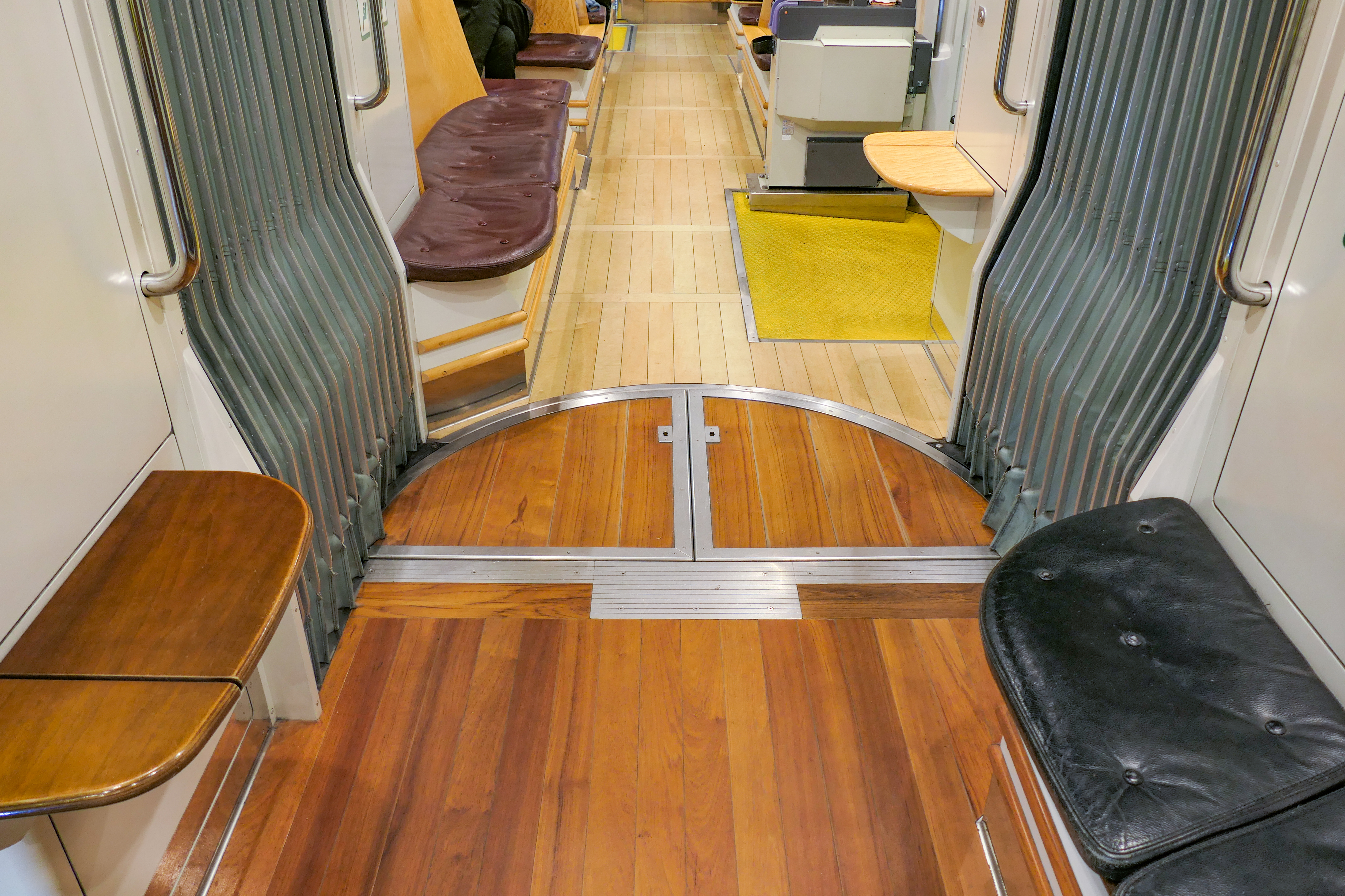
0803Aは床材にウォールナットを、0803Bはメープルを使用

### 機器の変更点
機器類では主電動機が東洋電機製造製のかご形三相誘導電動機（形式名「TDK6413-C」）へと変更されている。出力は100キロワットのまま。また2012年4月以降の新造VVVFインバータ制御車に設置が義務付けられた運転記録装置を装備する。2024年の事故でＢ車のヘッドライトは電球からLEDに変更された。

### 運用
「COCORO」の運用は独立した固定ダイヤで行われている。2017年4月改正時点では、
- 平日は、上熊本車庫を出庫してまず上熊本からB系統として健軍町へ向かい、その後A系統として健軍町 - 田崎橋間を6往復する。最後に健軍町からB系統として上熊本へ戻って入庫する[25]。
- 土曜は、終日B系統に入り上熊本 - 健軍町間を7往復する[26]。
- 日曜・祝日は、出庫してまず上熊本から辛島町折返しで田崎橋まで運行し、その後A系統として田崎橋 - 健軍町間を6往復する。さらに田崎橋から健軍町まで運行した後、B系統として上熊本へ戻って入庫する[27]

という運用が組まれている。
2023年から長期運用離脱。2024年4月頃に復帰するも、同年8月24日に八丁馬場電停近くで自動車との接触事故により2024年12月中旬まで運用離脱した。2024年12月24日から運行復活。運用離脱期間が長くなる理由は、修理の見積もりや部品発注について、鉄道車両専門の会社を介しながら海外メーカーと交渉する必要があるためである。

## 車掌の乗務について
本形式は9700形と同様に、運転士の負担軽減のため車掌が乗務する。元は「Lパーサー」（「L」はライトレール (Lightrail) の頭文字をとったもの）という名称であったが、2011年（平成23年）3月の九州新幹線全通にあわせ「トラムガイド」へと改称された。このとき業務に観光案内が追加されている。車掌が乗務するため、前後どちらのドアからも乗降が可能である。